# Ralph Wilson (Sportfunktionär)
Ralph Cookerly Wilson Jr. (geboren am 17. Oktober 1918 in Columbus, Ohio; gestorben am 25. März 2014 in Grosse Point Shores, Michigan) war ein amerikanischer Unternehmer. Er war 1960 Gründungsmitglied der Football-Liga American Football League und Eigentümer des Franchise Buffalo Bills.

## Leben
1920 zog die Familie Wilson nach Detroit um. Sein Vater Ralph C. Wilson betrieb dort eine Versicherungsagentur und war im Immobiliengeschäft tätig. Seine Mutter Edith Cole starb 1944. Er besuchte die Kentucky Military Academy und die Detroit University High School. Danach studierte er ab 1937 an der University of Virginia und ab 1940 an der Rechtsfakultät der University of Michigan. 1941 wurde er zum Militärdienst einberufen. Er war bis 1946 im Mittelmeer und im Pazifik auf einem Minensuchboot eingesetzt. Nach dem Krieg stieg er in das Geschäft seines Vaters ein. 1959 übernahm er die volle Kontrolle über das Unternehmen und begann zusätzlich in Bauunternehmen, in die Autozulieferindustrie sowie in Rundfunk- und Fernsehsender zu investieren. Er gründete dafür das Holdingunternehmen Ralph C. Wilson Industries.
Ab Mitte der 1950er Jahre waren er und sein Vater Minderheitsaktionäre des NFL-Franchise Detroit Lions. Wilson versuchte über diesem Wege ein eigenes NFL-Franchise zu erhalten. Die Liga stand jedoch einer Erweiterung um weitere Mannschaften ablehnend gegenüber. 1959 erfuhr er von den Plänen von Lamar Hunt zur Gründung einer Konkurrenz-Liga. Zunächst versuchte er ein Franchise in Miami zu etablieren. Da dieses Vorhaben auf nicht genügend Unterstützung in der Stadt stieß, gründete er schließlich auf Anraten befreundeter Football-Trainer in Buffalo das Franchise der Buffalo Bills.
Nach der Tötung von John F. Kennedy am 22. November 1963 veranlasste Wilson, dass das am folgende Wochenende stattfindende Spiel zwischen den Bills und den New England Patriots abgesagt wurde. Die anderen AFL-Eigner schlossen sich dem an, während die NFL-Eigner ihre Spiele durchführen ließen. Durch Kredite an die Eigner der Oakland Raiders (1962–1970) und der New England Patriots sorgte Wilson dafür, dass diese Teams den Spielbetrieb fortsetzen konnten und die Liga am Leben blieb. Als Gegenleistung für den Kredit an die Raiders erhielt er einen 25%-Anteil. 1970 verkaufte er den Anteil wieder zurück. 1964 war er maßgeblich an den Verhandlungen über die TV-Rechte für die AFL beteiligt. Mit dem 36-Millionen-Dollar-Vertrag konnte die neue Liga zur konkurrierenden NFL aufschließen. Durch informelle Gespräche 1965 mit dem Eigentümer der Baltimore Colts Carroll Rosenbloom brachte er die Fusion mit der NFL ins Rollen.
Während seiner Zeit als Eigentümer konnte das Franchise 1964 und 1965 die AFL-Meisterschaft gewinnen. Von 1990 bis 1993 erreichte das Team in jedem Jahr den Super Bowl, konnte das Spiel aber nicht gewinnen. 2009 wurde er in die Pro Football Hall of Fame aufgenommen. Die Heimspielstätte der Buffalo Bills hieß von 1998 bis 2016 Ralph Wilson Stadium.
Neben dem Football-Franchise besaß er einen Pferderennstall und war Züchter von Rennpferden. 1971 wurde das von ihm gezüchtete Pferd Jim French Zweiter, 1974 sein Pferd Pat McGroder Neunter und 1992 seine Züchtung Arazi Achter beim berühmten Kentucky Derby.
Am 11. November 1944 heiratet er Janet McGregor Hack (1922–2008). 1970 wurde die Ehe nach anderthalbjähriger Trennungsphase geschieden. Das Paar hatte drei Töchter (Linda, Christy und Edith). Er zahlte seiner geschiedenen Frau eine Summe von rund 2,5 Millionen Dollar. Dies war die bis dahin höchste Summe in einer Scheidung. Im September 1973 heiratete er die 23 Jahre jüngere Jane Evans Foster. Aus der zweiten Ehe gingen zwei Töchter und sein Sohn hervor. Die Ehe wurde in den 1990er Jahren geschieden. 1999 heiratet er die 26 Jahre jüngere ehemalige Profi-Tennisspielerin Mary McLean.
Ralph Wilson starb an Altersschwäche am 25. März 2014 in seinem Haus. Ein halbes Jahr nach seinem Tod wurden die Buffalo Bills von seinen Erben verkauft. Von den Erlösen flossen 1,2 Milliarden in die 2011 gegründete Ralph C. Wilson Jr. Foundation. Diese ist beauftragt, innerhalb von 20 Jahren dieses Geld für gemeinnützige Zwecke zu verwenden.
Daneben war Ralph Wilson bereits zu Lebzeiten philanthropisch aktiv. Mit der Ralph C. Wilson Medical Research Foundation unterstützte er biomedizinische Forschungsvorhaben. Er stiftete Mittel zum Bau eines Sportplatzes für die Kinder- und Jugendarbeit in Detroit und unterstützte die Tafeln in Buffalo und Rochester sowie kulturelle Einrichtungen wie Museen und Orchester.